# Laurentreeks

Een laurentreeks is gedefinieerd ten opzichte van een punt en een integratieweg die in een ring (hier rood) moet liggen, waarbinnen de functie analytisch is

De laurentreeks van een complexe functie {\displaystyle f} is in de wiskunde een voorstelling van {\displaystyle f} als een machtreeks
met eventueel ook termen met een negatieve macht. Een laurentreeks kan soms toegepast worden als een taylorreeks niet bestaat. De reeks is genoemd naar Pierre Alphonse Laurent, die hem in 1843 introduceerde.

## Definitie
De laurentreeks van een complexe functie {\displaystyle f} in het punt {\displaystyle c} is de machtreeks
{\displaystyle \sum _{n=-\infty }^{\infty }a_{n}(z-c)^{n},}
waarin de coëfficiënten {\displaystyle a_{n}} gegeven worden door de kringintegraal
{\displaystyle a_{n}={\frac {1}{2\pi i}}\oint _{\gamma }{\frac {f(z)\,\mathrm {d} z}{(z-c)^{n+1}}}}
over een gesloten contour {\displaystyle \gamma } tegen de klok in. De contour {\displaystyle \gamma } moet een rectificeerbaar pad zijn dat zichzelf niet snijdt, het punt {\displaystyle c} in zijn inwendige bevatten, en in een ringvormig gebied liggen waarbinnen {\displaystyle f} analytisch is. De ontwikkeling van {\displaystyle f} geldt overal binnen de genoemde ring.
In de praktijk blijken de integralen vaak moeilijk te berekenen, en maakt men gebruik van bekende taylorontwikkelingen om de laurentreeks samen te stellen.

## Voorbeeld
Om in het punt {\displaystyle i} de laurentreeks van de functie
{\displaystyle f(z)={\frac {1}{z^{2}+1}}}
te bepalen, moeten de integralen
{\displaystyle a_{n}={\frac {1}{2\pi i}}{}\oint _{\gamma }{\frac {\mathrm {d} z}{(z^{2}+1)(z-i)^{n+1}}}}
over een contour {\displaystyle \gamma } om {\displaystyle i} berekend worden. Direct is te zien dat:
{\displaystyle {\frac {1}{z^{2}+1}}={\frac {1}{(z-i)(z+i)}}}
en
{\displaystyle {\frac {1}{z+i}}={\frac {1}{2i+(z-i)}}=-{\tfrac {1}{2}}i{\frac {1}{1-{\tfrac {1}{2}}i(z-i)}}},
die weer als meetkundige reeks geschreven kan worden:
{\displaystyle -{\tfrac {1}{2}}i{\frac {1}{1-{\frac {1}{2}}i(z-i)}}=-{\tfrac {1}{2}}i\left(1+{\tfrac {1}{2}}i(z-i)+\left({\tfrac {1}{2}}(z-i)\right)^{2}+\left({\tfrac {1}{2}}i(z-i)\right)^{3}+\ldots \right)}
Daarmee wordt, na vermenigvuldiging met 1/(z - i), de laurentreeks 
{\displaystyle {\frac {1}{z^{2}+1}}=-({\tfrac {1}{2}}i)(z-i)^{-1}-({\tfrac {1}{2}}i)^{2}-({\tfrac {1}{2}}i)^{3}(z-i)-({\tfrac {1}{2}}i)^{4}(z-i)^{2}-\ldots }